# Premi BAFTA 1949
La cerimonia di premiazione della 2ª edizione dei Premi BAFTA si è tenuta il 29 maggio 1949 nella Leicester Square, nel quartiere londinese di Soho.

## Vincitori e candidati
I vincitori sono indicati in grassetto.

### Miglior film internazionale (Best Film from any Source)
- Amleto (Hamlet), regia di Laurence Olivier (Gran Bretagna)
- 4 passi fra le nuvole, regia di Alessandro Blasetti (Italia)
- La città nuda (The Naked City), regia di Jules Dassin (USA)
- Idolo infranto (The Fallen Idol), regia di Carol Reed (Gran Bretagna)
- Monsieur Vincent (Monsieur Vincent), regia di Maurice Cloche (Francia)
- Odio implacabile (Crossfire), regia di Edward Dmytryk (USA)
- Paisà, regia di Roberto Rossellini (Italia)

### Miglior film britannico (Best British Film)
- Idolo infranto (The Fallen Idol), regia di Carol Reed
- Amleto (Hamlet), regia di Laurence Olivier
- Le avventure di Oliver Twist (Oliver Twist), regia di David Lean
- Once a Jolly Swagman, regia di Jack Lee
- La tragedia del capitano Scott (Scott of the Antarctic), regia di Charles Frend
- Scarpette rosse (The Red Shoes), regia di Michael Powell ed Emeric Pressburger
- Strada senza ritorno (The Small Voice), regia di Fergus McDonell

### Miglior documentario (Best Documentary Film)
- La storia della Louisiana (Louisiana Story), regia di Robert J. Flaherty (USA)
- Farrebique ou Les quatre saisons, regia di Georges Rouquier (Francia)
- Is Everybody Listening? (USA)
- Questi benedetti ragazzi (De pokkers unger), regia di Astrid Henning-Jensen e Bjarne Henning-Jensen (Danimarca)
- Shadow of the Ruhr
- Three Dawns to Sydney, regia di John Eldridge (Regno Unito)

### Premio UN (UN Award)
- Atomic Physics
- Hungry Minds, regia di Tom Daly (Canada)
- Tutto mi accusa (The Winslow Boy), regia di Anthony Asquith (Gran Bretagna)

### Premio Speciale (Special Award)
- Atomic Physics
- Bear That Got a Peacock's Tail (Unione Sovietica)
- En kluven värld, regia di Arne Sucksdorff (Svezia)
- Jerry pianista (The Cat Concerto), regia di Joseph Barbera e William Hanna (USA)
- Norman McLaren Abstract Reel (Canada)
- Paramount British Newsreel: Gandhi's Funeral (Gran Bretagna/USA)
- Rubens, regia di Paul Haesaerts e Henri Storck (Belgio)
- Your Children's Sleep, regia di Jane Massy (Regno Unito)